# Franz Brendel
Karl Franz Brendel (Stolberg, 26 novembre 1811 – Lipsia, 25 novembre 1868) è stato un musicologo e critico musicale tedesco.

## Biografia
Brendel studiò presso l'Università di Lipsia, Berlino e Friburgo. Nel 1846 insegnò storia della musica presso il Conservatorio di Lipsia. Brendel scrisse un libro su Franz Liszt. Nel 1845 fu direttore del Neue Zeitschrift für Musik.

## Opere principali
- Grundzüge der Geschichte der Musik (1848)
- Die Musik der Gegenwart und die Gesamtkunst der Zukunft (1854)
- Franz Liszt als Symphoniker (1859)
- Geist und Technik im Clavier-Unterricht (1867)